# Annett Böhm
Annett Böhm, née le 8 janvier 1980 à Meerane, est une judokate allemande qui évolue dans la catégorie des -70 kg (autrement appelée poids moyen). Déjà médaillée de bronze mondiale en 2003, l'Allemande a remporté la médaille de bronze lors du tournoi olympique des -70 kg à Athènes en 2004.
Révélée par un titre européen junior en 1997 à Ljubljana puis par un titre de vice-championne en 1999 à Rome, elle ne tarde pas à s'illustrer au niveau senior en figurant au pied du podium continental en 2000. Elle obtient par la suite de bons résultats lors des tournois majeurs (Tournoi de Paris ou de Fukuoka) jusqu'à conquérir sa première médaille internationale dans une compétition internationale majeure aux championnats du monde 2003 à Osaka. Qualifiée pour les Jeux olympiques d'Athènes en 2004, elle atteint le dernier carré mais est battue par la Néerlandaise Edith Bosch. En battant la Belge Catherine Jacques lors du match pour la troisième place, elle se console avec la médaille de bronze olympique. La judokate a depuis multiplié les places d'honneur dans les tournois majeurs (victoires en coupe du monde, 5e place aux mondiaux 2005).

## Palmarès

### Jeux olympiques
- Jeux olympiques de 2004 à Athènes (Grèce) :
  -  Médaille de bronze dans la catégorie des -70 kg (poids moyen).

### Championnats du monde
- Championnats du monde 2003 à Osaka (Japon) :
  -  Médaille de bronze dans la catégorie des -70 kg (poids moyen).
- Championnats du monde 2005 au Caire (Égypte) :
  - 5e dans la catégorie des -70 kg (poids moyen).

### Championnats d'Europe
| Catégorie / Année    | 2000 | 2001 | 2002 |
| -------------------- | ---- | ---- | ---- |
| poids moyen (-70 kg) | 5e   | 7e   | 5e   |

### Divers
- Juniors :
  -  Championne d'Europe junior en 1997 à Ljubljana.
- Tournoi de Paris :
  - 2 podiums en 2002 et 2006.